# Хейли Стайнфелд
Хейли Стайнфелд е американска актриса и певица. Известна е с участията си в множество филми и сериали, като „Непреклонните“, „Перфектният ритъм“ 2-ра и 3-та част, „Бъмбълби“, както и с ролята си на Кейт Бишоп в сериала на Марвел „Ястребово око“ и гласа на Гуен Стейси в „Спайдър-Мен: В Спайди-вселената“.

## Биография
Родена е на 11 декември 1996 г. в Тарзана, Калифорния, САЩ. Тя е най-малкото дете на интериорката Шери Домасин и професионалния треньор Питър Стайнфелд. Тя има по-голям брат, Грифин. Неин чичо е фитнес треньорът и актьор Джейк Стайнфелд, а неин прачичо е детският актьор Лари Домасин. Нейната първа братовчедка, актрисата Тру О'Брайън, се появява в телевизионни реклами, докато Хейли е на осем години, която я вдъхновява да се пробва в актьорското майсторство.
Бащата на Стайнфелд е евреин, а нейната майка е християнка. Нейният дядо Рикардо Домасин е наполовина филипинец и наполовина афроамериканец. Тя израства в Агура Хилс и по-късно в Таузънд Оукс, Калифорния.